# Siamese Dream
Siamese Dream ist das zweite Studioalbum der US-amerikanischen Band The Smashing Pumpkins. Es wurde am 27. Juli 1993 veröffentlicht und wurde weltweit mehr als sechs Millionen Mal verkauft.
Während der Aufnahme des Albums gab es massive Konflikte innerhalb der Gruppe. Billy Corgan sah sich wohl auch in Konkurrenz mit Kurt Cobain und seiner Band Nirvana und wollte ein genauso erfolgreiches Album herausbringen wie Nevermind, das ebenso wie Siamese Dream von Butch Vig produziert wurde. Er hatte einen Nervenzusammenbruch und erwog, sich das Leben zu nehmen. Diese Gedanken verarbeitete Corgan vor allem im Lied Today.

## Titelliste
1. Cherub Rock – 4:57
2. Quiet – 3:42
3. Today – 3:16
4. Hummer – 6:57
5. Rocket – 4:06
6. Disarm – 3:17
7. Soma – 6:39
8. Geek U.S.A. – 5:13
9. Mayonaise – 5:49
10. Spaceboy – 4:28
11. Silverfuck – 8:43
12. Sweet Sweet – 1:38
13. Luna – 3:20

Alle Songs geschrieben von Billy Corgan; außer Soma und Mayonaise: geschrieben von Billy Corgan und James Iha
Cherub Rock, Today, Disarm und Rocket wurden als Single ausgekoppelt.

## Kritiken
Die Neuauflage als Deluxe Edition erhielt einen Metascore von 96 %, basierend auf 21 professionellen Reviews. Unter anderem gaben Pitchfork Media und Allmusic dem Album in der Rückschau volle Punktzahl.
Im Jahr 1998 erreichte Siamese Dream bei der Wahl zum besten Album aller Zeiten vom Q magazine Platz 67. In einer Umfrage des deutschen Musikmagazins Visions wurde es 2005 auf Platz 47 der 150 Alben für die Ewigkeit gewählt.

## Kommerzieller Erfolg

### Chartplatzierungen
Siamese Dream platzierte sich in der Schweiz erstmals nach einer Wiederveröffentlichung im April 2025.
| ChartsChartplatzierungen       | Höchstplatzierung | Wochen |
| ------------------------------ | ----------------- | ------ |
| Deutschland (GfK)              | 28 (18 Wo.)       | 18     |
| Schweiz (IFPI)                 | 86 (1 Wo.)        | 1      |
| Vereinigte Staaten (Billboard) | 10 (92 Wo.)       | 92     |
| Vereinigtes Königreich (OCC)   | 4 (19 Wo.)        | 19     |

### Auszeichnungen für Musikverkäufe
| Land/Region                  | Auszeichnungen für Musikverkäufe (Land/Region, Auszeichnung, Verkäufe) | Verkäufe  |
| ---------------------------- | ---------------------------------------------------------------------- | --------- |
| Australien (ARIA)            | Platin                                                                 | 70.000    |
| Kanada (MC)                  | 4× Platin                                                              | 400.000   |
| Neuseeland (RMNZ)            | 4× Platin                                                              | 60.000    |
| Niederlande (NVPI)           | Gold                                                                   | 50.000    |
| Schweden (IFPI)              | Gold                                                                   | 40.000    |
| Vereinigte Staaten (RIAA)    | 4× Platin                                                              | 4.000.000 |
| Vereinigtes Königreich (BPI) | Gold                                                                   | 100.000   |
| Insgesamt                    | 3× Gold · 13× Platin ·                                                 | 4.720.000 |